# Terremoto dell'Aquila del 1461
Il terremoto dell'Aquila del 1461 è stato un evento sismico verificatosi il 26 novembre 1461 nella valle dell'Aterno, in Abruzzo.
Il sisma ebbe una magnitudo momento di 6.5 ed un'intensità compresa tra il XI e il X grado della scala Mercalli. È considerato, con quelli del 1703 e 2009, uno dei tre terremoti distruttivi della città dell'Aquila, nonostante la sorgente sismica sia diversa in tutti e tre i casi.

## Precedenti
Come nel caso del terremoto dell'Appennino centro-meridionale del 1349, anche l'evento del 1461 viene messo in relazione con un altro evento che si verificò la notte tra il 4 e il 5 dicembre 1456 nell'alto Sannio; la scossa, violentissima, fece registrare una magnitudo momento di 7.2 causando gravissime devastazioni oltre che in Molise e nel beneventano, i territori più prossimi all'epicentro, anche nei centri dell'Abruzzo, in particolare a Sulmona e L'Aquila, dove tuttavia non fece vittime.
(Francesco d'Angeluccio di Bazzano, Cronache aquilane, L'Aquila, 1456)
L'eco di questo terremoto negli scritti aquilani fu tale che si creò confusione tra gli eventi sismici del 1455-1456 e quelli del 1461-1462 tanto che, ad esempio, lo storico Bernardino Cirillo attribuisce ad una scossa del 1455 gli effetti di quella del 1461.

## Eventi sismici
Il sisma devastante per L'Aquila si verificò invece il 26 novembre (o il 27 novembre secondo altre fonti) del 1461; la sequenza sismica legata a questo evento era già iniziata da qualche mese e già il 16 novembre la città venne colpita da un terremoto che non fece danni. Gravissimi, furono invece gli effetti della scossa di dieci giorni dopo che distrusse totalmente i centri di Castelnuovo, Onna, Poggio Picenze e Sant'Eusanio Forconese e devastò L'Aquila, in particolare i quartieri storici di San Giovanni e di San Pietro: un quarto degli edifici crollò e la stragrande maggioranza dei rimanenti furono lesionati in maniera grave.
Dalle testimonianze raccolte da Anton Ludovico Antinori si evince che due ore dopo la scossa principale si verificò una replica, anch'essa molto forte che fece crollare gli edifici già pesantemente lesionati dalla scossa precedente. I sopravvissuti, in fuga dalle proprie abitazioni, si accamparono per giorni negli spazi aperti della piazza del Mercato o del Campo di Fossa. Il vescovo Amico Agnifili, per paura di nuovi crolli, ordinò la celebrazione all'aperto delle messe,, un provvedimento che avrebbe salvato molte vite se attuato anche durante lo sciame sismico del 1703.
Alla scossa principale seguì una sequenza di eventi sismici che si protrasse per diversi mesi, con alcune forti scosse il 4 dicembre, il 17 dicembre, e il 3 e il 4 gennaio dell'anno successivo, il 1462. Un altro terremoto di debole intensità ma che spaventò la popolazione si verificò il 27 marzo.

## Danni e vittime
Il terremoto colpì tutta i centri della valle dell'Aterno e dell'altopiano di Navelli, in particolare Castelnuovo, Onna, Poggio Picenze e Sant'Eusanio Forconese.
(Anton Ludovico Antinori, Annales, L'Aquila, 1783)

Facciata della Basilica di Santa Maria di Collemaggio nella conformazione definitiva dopo il terremoto.

All'Aquila rimasero gravemente danneggiate le chiese di San Domenico, San Francesco a Palazzo, San Silvestro e il Duomo, oltre che l'area absidale della basilica di Santa Maria di Collemaggio e la cupola della basilica di San Bernardino in costruzione; i lavori furono sospesi per poi essere ripresi due anni più tardi grazie ad un particolare aiuto economico che la città, nonostante le difficoltà, concesse al cantiere: 2.000 ducati annui per dieci anni. I lavori comunque terminarono, ad esclusione della facciata, solo nel 1472. Gravi i danni anche agli edifici civili, un quarto dei quali crollò.
(Anton Ludovico Antinori, Annales, L'Aquila, 1783)
Il numero delle vittime fu modesto in relazione ai danni causati dal sisma: 80 in città e una settantina nel contado, per un totale di circa 150 morti su una popolazione di 18-20.000 abitanti. Questo dato fa presupporre a molti storici, come lo stesso Antinori, che i provvedimenti attuati dal governo della città per fronteggiare la catastrofe risultarono decisivi;; secondo lo storico Orlando Antonini, invece, i danni causati dal terremoto del 1456 contribuirono alla realizzazione di baracche per gli sfollati che, utilizzate nel periodo dello sciame sismico nell'aquilano tra il 1461 e il 1462, consentirono di limitare il numero delle vittime..